# Alfred Comvalius
Alfred Comvalius (Paramaribo, 22 februari 1933 – aldaar, 25 februari 1980) was een Surinaams musicus en militair. Hij was trompettist voor verschillende artiesten en won met zijn eigen combo het Kaseko Festival van 1975. Hij was een van de dodelijke slachtoffers van de Sergeantencoup.

## Biografie
Alfred Comvalius was een buitenechtelijk kind van Alfred Comvalius die getrouwd was met Elisabeth Boschman. Hij werd erkend door de broer van zijn vader, Eugène Comvalius, en groeide op bij zijn moeder Margaretha Petres. Tot de Surinaamse onafhankelijkheid was hij in dienst van de Troepenmacht in Suriname (TRIS) en daarna van de Surinaamse Krijgsmacht (SKM).
Hij was lid van de militaire muziekkapel en begeleidde als trompettist artiesten als Lieve Hugo en Majoie Hajary, en was te horen op singles van de zanger Goeroedath Kallasingh en het orkest The Carifa. In de jaren 1960 maakte hij deel uit van het Rodrigues Combo. In augustus 1975 won hij met zijn eigen Comvalius Combo het Kaseko Festival.
Op 25 februari 1980 had hij de rang van sergeant-majoor en hield hij samen met eerste luitenant Ignatius van Aalst de wacht bij de Memre Boekoe-kazerne. Op deze dag vond de Sergeantencoup plaats die een periode van zeven jaar militair regime in Suriname inluidde. Comvalius en Van Aalst werden die dag beiden vermoord door de coupplegers. Alfred Comvalius is 47 jaar oud geworden.